# Karlismus

Karlistická vlajka

Karlismus je tradicionalistické a legitimistické politické hnutí ve Španělsku usilující o dosazení samostatné linie Bourbonů, počínaje Donem Carlosem, na španělský trůn. Hnutí posílilo po prohrané španělsko-americké válce v roce 1898, kdy Španělsko ztratilo své kolonie Kubu, Portoriko a Filipíny.
Karlisté byli přívrženci a sympatizanti Dona Carlose, neúspěšného uchazeče o španělský královský trůn, a jeho potomků. Po smrti španělského krále Ferdinanda VII. roku 1833 se královnou stala jeho teprve tříletá dcera Isabela jako Isabela II. Její strýc Don Carlos (Carlos María Isidro de Borbón y Borbón-Parma) se rozhodl neuznat pragmatickou sankci svého zemřelého bratra a sám usiloval o získání trůnu. Téměř šest let zuřila ve Španělsku občanská válka mezi konzervativními karlisty a liberálně zaměřenými Cristinos, podle Marie Kristiny, královny-vdovy, regentky Isabely II. Na stranu přívrženců Carlose se postavilo Rakousko, papežský stát, Prusko, Rusko, Sardinie a Sicílie. Isabelu II. uznala jen Velká Británie. S pomocí armády a za cenu řady ústupků, mezi něž patřila například ústava z roku 1837, se podařilo zajistit korunu pro Isabelu II., ale karlisté nadále bojovali za své kandidáty na trůn a v průběhu 19. a 20. století vyvolali celou řadu nepokojů a povstání. Karel Maria Isidor Bourbonský užíval královský titul a označoval se za krále Karla V. Jeho potomci usilovali o trůn až do roku 1936, kdy zemřel poslední karlistický pretendent trůnu Alfons Karel I. Bourbonský. Karlisté se zúčastnili občanské války na straně povstalců.
Karlismus pokračuje ve svém politickém úsilí dodnes, například španělská politická strana Partido Carlista. Reálným významem je tento směr na pokraji politického vlivu.